# Caspicosa
Caspicosa Ponomarev, 2007 è un genere di ragni appartenente alla famiglia Lycosidae.

## Distribuzione
Le 2 specie note di questo genere sono state reperite nel Kazakistan e in Russia.

## Tassonomia
Le caratteristiche di questo genere sono state determinate a seguito dell'analisi degli esemplari tipo di Caspicosa manytchensis Ponomarev, 2007.
Non sono stati esaminati esemplari di questo genere dal 2007.
Attualmente, a dicembre 2016, si compone di 2 specie:
- Caspicosa kulsaryensis Ponomarev, 2007[2] — Kazakistan
- Caspicosa manytchensis Ponomarev, 2007 — Russia